# Informell styrning
Informell styrning är ett samlingsbegrepp för en typ av ledarskap som växt fram sedan 1980-talet. Här återfinns modeller som beskriver alternativ till traditionell instruktionsstyrning. Gemensamt för dem är att de betonar medarbetarnas egna initiativ och beslut.

## Historik
Douglas McGregor (1906-1964, MIT Sloan School of Management) beskrev redan 1960 hur chefer kan välja att agera utifrån två motsatta utgångspunkter: X-teorin och Y-teorin. En X-teorin-ledare utgår från att medarbetarna behöver tydliga instruktioner och tät uppföljning, att de inte är engagerade i resultatet av sitt arbete och att de bara arbetar hårt om de måste. En Y-teorin-ledare utgår från att medarbetare kan vara motiverade att arbeta med ett minimum av direktiv, att de i hög grad kan övervaka sig själva, att de tycker om att prestera bra och att ledarens roll är att frigöra den kraften.
Y-teorin dominerar debatten sedan mitten 80-talet, men det är osäkert hur stort genomslag tankegångarna fått i praktiken.
Henry Mintzberg definierade på 70-talet fem alternativa organisationsstrukturer (”Mintzbergs konfigurationer”), varav adhocratin kan sägas vara en tidig beskrivning av organisationer som delvis tillämpar informell styrning. Han har senare efter hand lagt till fler konfigurationer (missionerande, innovativa, politiska) där den informella styrningen har större roll än den formella.
Den tidiga debatten handlade mest om huruvida chefer borde lita på sina medarbetare och släppa lite på kontrollen. Därigenom skulle man uppnå ett större engagemang och använda sina medarbetares resurser mer effektivt. Motargumenten var att medarbetare då skulle dra åt olika håll och att organisationen därför skulle mista sin effektivitet.
Från och med 80-talet har en mängd litteratur utkommit, framför allt i USA, som beskriver hur organisationer kan styras utan att alltid behöva tillämpa formell styrning som ordergivning och kontroll.

## Styrning med syfte och värderingar
Startskottet för en mer allmän debatt om informell styrning var boken "In Search of Excellence" Peters och Waterman (1982). Författarna hade undersökt ett stort antal extremt framgångsrika företag i olika branscher och funnit att de styrdes på ett mer informellt sätt än vad som var vanligt i mer normala företag. Formella beslutsordningar, direktiv och rapportering var nedtonat till förmån för kundfokus, initiativ och företagskultur. På senare tid (2000-tal) har författarna kritiserats för slarvig research och friserade siffror, men deras bok har ändå haft stor påverkan, bland annat genom att mynta begrepp som fått stor spridning. Ett exempel är MBWA – Management By Walking Around – där ledarens uppgift sägs vara att ha ständig dialog med kunder och anställda, dels för att själv förstå vad som verkligen händer och dels för att sprida sin uppfattning om vart man är på väg.
En annan vinkel i managementdebatten var skiftet i amerikanskt näringsliv från tillverkningsindustri och enklare serviceföretag till mer komplexa serviceföretag med möjlighet till långtgående kundanpassning. Michael Maccoby forskade då på hur detta skifte påverkar behovet av motiverade anställda. I ett tillverkande företag kan det räcka att man förstår sina arbetsuppgifter och utför dem enligt instruktionen, men inte om man erbjuder kundanpassade tjänster Han konstaterade i boken ”Why Work” (1988) att det nu blivit mycket viktigare med medarbetarnas engagemang och förståelse för affärsmässiga prioriteringar och att detta bäst uppnåddes med andra styrformer än de formella.
Jim Collins redovisar i boken "Built To Last" (1994), en stor studie som jämför företag som (av sina branschkollegor) anses vara ”visionäre” med deras mer ordinära branschkollegor av motsvarande storlek. Även Collins drar slutsatsen att informell styrning, i form av stark företagskultur och utbredd förståelse för kunder och affärer, är mycket mer använd i de ”visionära” företagen än i vanliga organisationer.
Alla dessa tre betonar förändringsförmåga och att formellt styrda företag är mer byggda för kontinuitet än för snabba förändringar. Ett centralt tema är att den affärsdrivna förändringstakten har ökat och att inget företag hinner med i tempot utan att medarbetarna är med och driver på. Både Collins och Peters/Waterman tar upp svårigheten med att fortsätta hålla en hög förändringstakt och att en stark företagskultur kan bli konserverande om man inte ser upp.

## Styrning för utveckling
Lite förenklat kan man säga att litteraturen till en början (80-tal) mest handlade om att människor kan arbeta entusiastiskt utan att bli tvingade. På 90- och 00-talet skrivits mer om hur organisationer ska kunna utveckla sig själva.
Peter Senge myntade begreppet "The Learning Organization" i boken "The Fifth Discipline" (1990). Han skiljer på "adaptive learning" där man tar till sig kunskap, och "generative learning" där man utvecklar kunskap. Senge betonar vikten av gemensamt syfte och värderingar, men lägger också vikt på strukturerna i organisationen. Han menar att alla delar av en organisation hänger ihop i ett system och att man måste inse hur delarna påverkar varandra ("Systems Thinking"), i synnerhet under förändringsarbete.
Även Jim Collins tar i "Good to Great" (2001) upp envist, systematiskt nötande som framgångsfaktor – "The Hedgehog Principle". Det finns fler likheter mellan Collins och Senge, de påpekar till exempel att det med informell styrning blir än viktigare med medarbetarnas yrkesstolthet och självdisciplin, i Senges bok kallad "Personal Mastery".
Utmaningen med hindrande strukturer behandlas i boken "The Knowing-Doing Gap" (2000). Där redovisar författarna Pfeffer och Sutton en stor undersökning om varför man i företag har så svårt att genomföra åtgärder som man mycket väl vet att man borde göra. Här tar författarna upp både formella (t.ex. belöningsprinciper) och informella styrmedel (t.ex. företagskultur) som hinder. En lång lista på hur företags egna styrsystem motverkar deras beslutade förändringar! Författarnas förklaring är att problemet mest förekommer i toppstyrda organisationer där hindren inte syns på nivån där besluten tas, och lägre nivåer inte har mandat att påverka.
Strategikonsulten Gary Hamel jämför toppstyrda organisationer med planekonomier och menar att de är bra på att samordna medarbetares insatser – "aggregating effort" – men långt ifrån bra på att mobilisera ökade insatser – "amplifying effort". I boken "The Future of Management" (2007) resonerar han om och ger exempel på hur man kan skapa organisationer som mer liknar marknadsekonomier för att klara en hög innovationstakt.

## Nordiska böcker
Nordiska inlägg i diskussionen är till exempel Jan Carlzons "Riv pyramiderna" (1985), Thomas Ahrens "Tillväxtföretagets drivkrafter" (1992), Anders Johnsons "Hierarkiernas Harakiri" (1995), Ingebrigt Steen Jensens "Ona fyr" (2002), Kjell A. Nordströms och Jonas Ridderstråles "Funky Business" (1999).